# خدمة التوصيل (سبونج بوب)
خدمة التوصيل (بالإنجليزية: Pizza Delivery) هي القسم الأول من الحلقة الخامسة من المسلسل التلفزيوني الأمريكي المتحركة سبونج بوب سكوير بانتس. قام بتأليف الحلقة كل من شير كوهين وآرون سبرينغر وبيتر بيرنز, وقام بإخراجها شون ديمبسي. عمل كوهين أيضًا كمخرج القصة المصورة, وعمل سبرينغر كفنانة القصة المصورة. بثت في الأصل على نيكلوديون في الولايات المتحدة في 14 أغسطس 1999.
في الحلقة ، يتلقى مستر سلطع مكالمة من عميل يطلب البيتزا, ويقوم مستر سلطع بإرسال سبونج بوب وشفيق لتسليمها. عندما تقطعت بهم الطريق في وسط الصحراء, فيدخلون في العديد من المأزق. على طول الطريق, ويحاول سبونج بوب إيصال شفيق على طريق الرواد.
عند عرض الحلقة على نيكلوديون, أراد المبدع ستيفن هيلينبورغ في الأصل فكرة وجود شخصيات في رحلة على الطريق ، مستوحاة من فيلم Powwow Highway. ومع ذلك ، فقد تخلى عن الفكرة في النهاية ، وأقامها في «خدمى التوصيل». تلقت الحلقة إشادة من النقاد, حيث اعتبرها معظم منتقدي وسائل الإعلام إحدى أفضل حلقات المسلسل.

## روابط خارجية
- خدمة التوصيل على موقع IMDb (الإنجليزية)
- خدمة التوصيل على موقع أول موفي (الإنجليزية)